# Джек-Різник

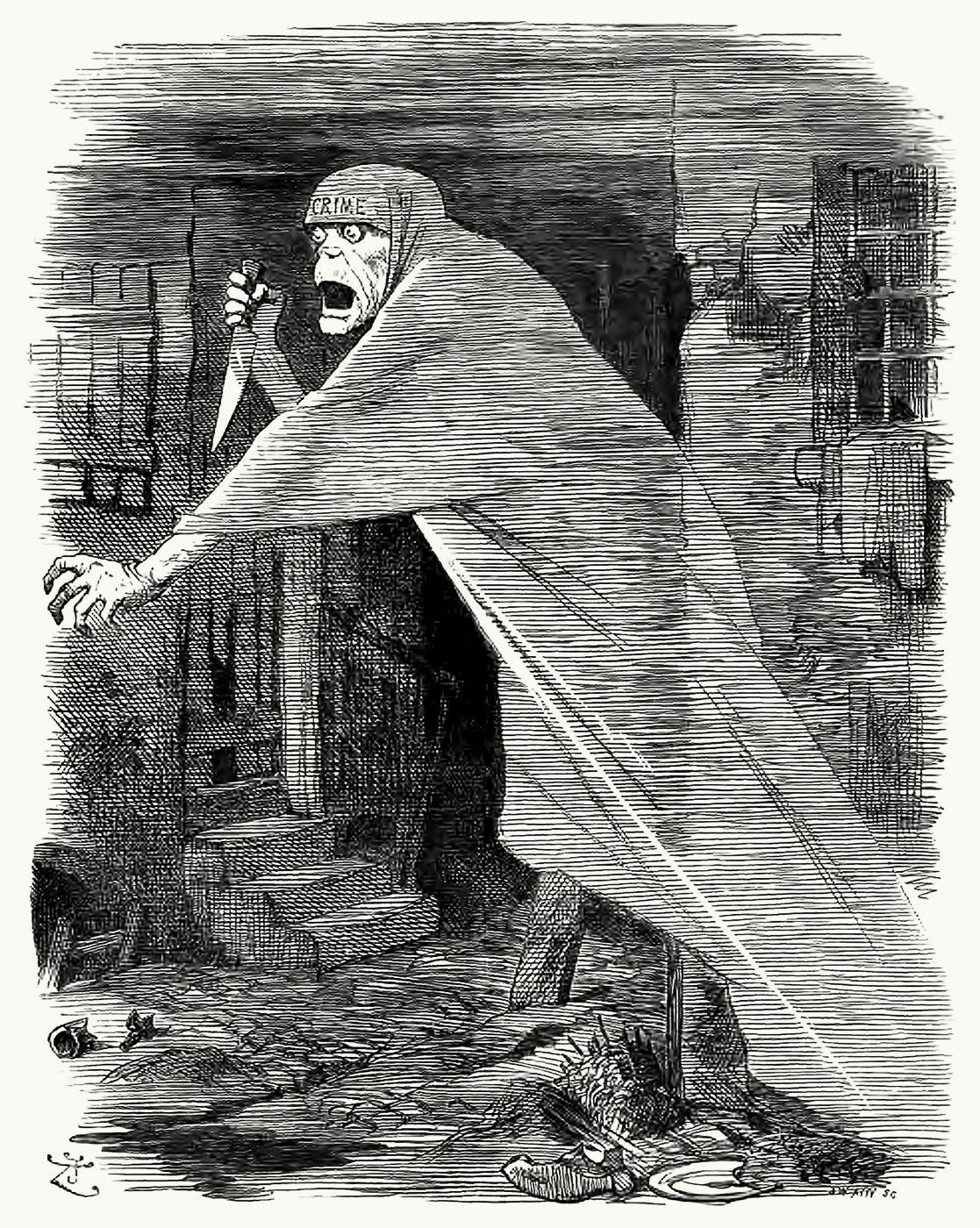
«Богиня занедбаності та помсти» — плакат в журналі «Панч» від 29 вересня 1888 р. як реакція на вбивства Джека-Різника

Джек-Різни́к або Джек-Патра́ч (англ. Jack the Ripper) — ім'я-псевдонім невідомого серійного вбивці (чи вбивць) в районі Лондона Вайтчепел у другій половині 1888 року. Це ім'я було запозичене з листа, написаного в агентство новин під час вбивств невідомим, який видавав себе за вбивцю.
Навколо постаті Джека-Різника вирувало декілька легенд — суміші справжніх, історичних дослідів, теорій змови і фольклору. Через те, що особу вбивці так і не було достеменно встановлено, письменники, історики і детективи-аматори звинувачували в причетності до вбивств велику кількість осіб. Джек-Різник та історії про нього завдяки жорстокості вбивств та нездатності поліції зловити його, іноді навіть за три хвилини після скоєння злочинів, набули великого розголосу в англійській пресі — та значно збільшили їхні тиражі. Жертвами Джека-Різника були жінки, які заробляли на життя проституцією.
Більшість його злочинів було скоєно в громадських і напівгромадських місцях — де жертвам різали горло і нівечили тіла. Щоб жертви не кричали, деякі припускають, їх було спочатку задушено — це також пояснює відсутність крові в деяких місцях злочину. Припущенням пояснювалось, що за характером вирізування деяких органів з тіл жертв вбивця мав певні знання з анатомії чи хірургії.

## Жертви
Імена і кількість жертв Джека-Різника залишаються ще нез'ясованими до кінця. П'ятеро з одинадцяти жертв, імена яких було встановлено, отримали в британській пресі назву канонічна п'ятірка. Решта відомостей про жертви вбивці залишилися в поліцейській справі лондонської поліції під назвою «Вайтчепельські вбивства». П'ятеро «канонічних» жертв Різника:
- Мері Енн Ніколз (дівоче ім'я Мері Енн Вокер, прізвисько — «Поллі») народилася 26 серпня 1845 р., вбита 31 серпня 1888 р. Тіло Мері Енн було знайдено близько 3:40 ночі біля огорожі стайні Бакс-роу — однієї з вулиць району Вайтчапел, за два квартали від Лондонської лікарні.
- Енні Чепмен (дівоче ім'я Еліза Енн Сміт, прізвисько — «Чорнява Енні») народилася в вересні 1841 р., вбита 8 вересня 1888 р. Тіло Чепмен було знайдено близько 6-ї години ранку на задньому подвір'ї біля дверей дому № 29 на Гатбері-стріт.
- Елізабет Страйд (дівоче ім'я Елізабет Ґастафсдоттер, прізвисько — «Довга Ліз») народилася 27 листопада 1843 р. в Швеції, вбита 30 вересня 1888 р. Тіло Елізабет було знайдено близько 1-ї години в районі Датфілдз Ярд, неподалік від Бернер-стріт.
- Кетрін Еддовз (також відома за іменами своїх співмешканців, як Кейт Конвей та Мері-Енн Келлі) народилася 14 квітня 1842 р., вбито в той самий день, що і Елізабет Страйд, 30 вересня 1888 р. Тіло Кетрін Еддовз було знайдено поблизу лондонського Сіті.
- Мері Джейн Келлі (себе називала Мері Джанет Келлі, а також Джинджер) народилася в Ірландії у 1863 р., вбито 9 листопада 1888 р. Понівечене тіло Мері Джейн було знайдено о 10:45 ранку в ліжку її власної кімнати, яку вона знімала на Дорсет-стріт.

## Розслідування вбивств

### Слідчі

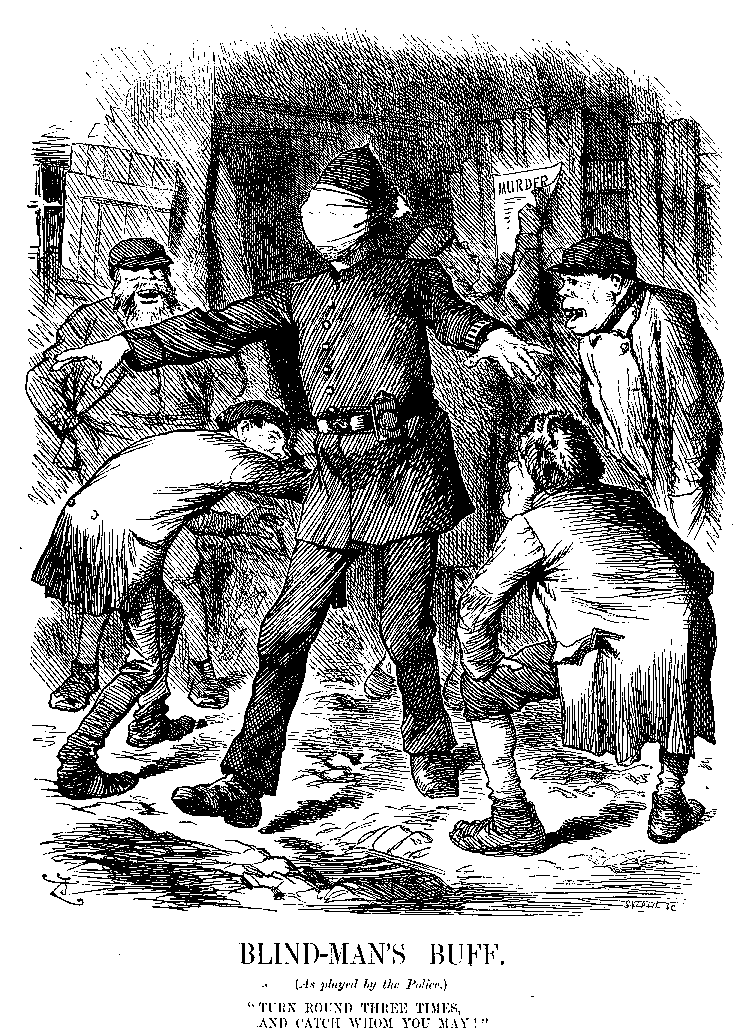
Карикатура в пресі з критикою некомпетентності поліції.

Слідство вайтчапельських убивств було спочатку доручене інспектору кримінальної поліції Едмунду Ріду. Коли збільшилася кількість жертв, а саме після вбивства Мері Енн Ніколз, до нього приєдналися детективи Фредерік Абберлайн, Генрі Мор і Волтер Ендрюс з центрального офісу Скотленд-Ярду. Після вбивства Кетрін Еддовз до складу слідчої групи додали ще інспектора Джеймса Маквільяма.
Із самого початку поліція усвідомлювала, що злочини мали сексуальну мотивацію, але слідчі не мали ніякого досвіду з такого типу злочинами. Детективи допитали свідків і мешканців району, де були знайдені жертви, але в той час ще не використовувалися такі засоби слідства, як відбитки пальців, аналіз крові, ДНК тощо. Було складено декілька фотороботів можливого вбивці, але оскільки ніхто з 13 свідків добре не бачив вбивцю, всі вони значно відрізнялися один від одного.
Через нездатність поліції швидко знайти злочинця (чи злочинців), у лондонському районі Іст-Енд з'явився Вайтчепельський комітет пильних (англ. Whitechapel Vigilance Committee), група добровольців, які патрулювали вулиці Лондона, перевіряли документи у підозрілих осіб, писали петиції з вимогами на адресу уряду, а також наймали приватних детективів для продовження слідства. Ці зусилля, однак, не дали позитивного результату і справжнього злочинця не було затримано.

### Листи від Джека-Різника

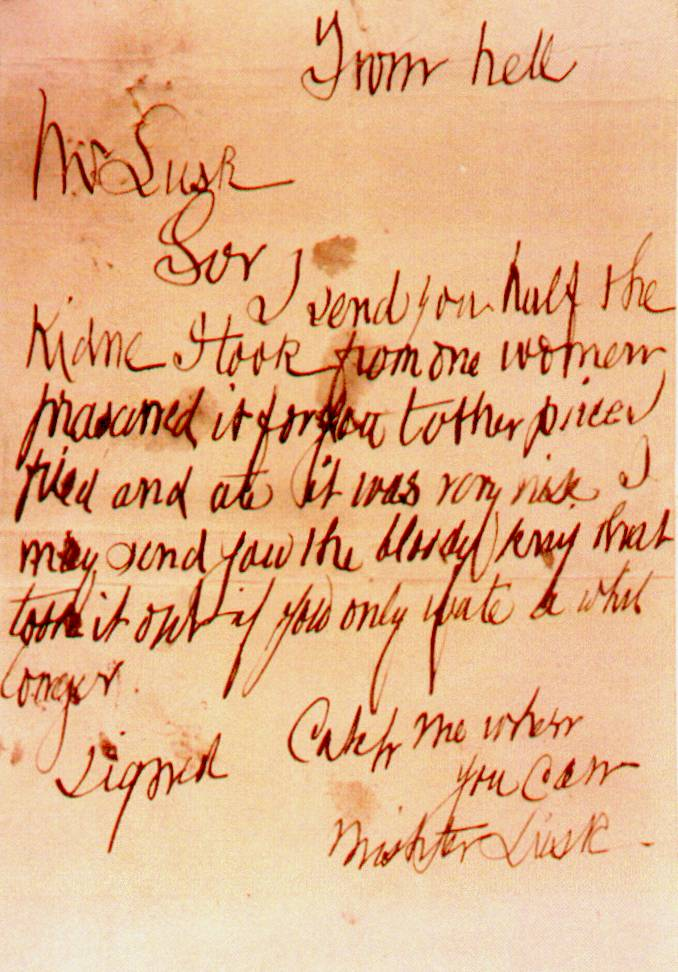
«Лист з Пекла» — один з листів, чиє авторство приписують Джекові-Різникові.

За час слідства, поліція і засоби масової інформації отримали тисячі листів, які стосувалися цієї справи. Деякі листи були від людей, які намагалися допомогти слідству порадами, але переважна більшість були від людей, які видавали себе за вбивцю. Спеціалісти дотримуються думки, що жоден з листів не був від справжнього вбивці, але принаймні перші три листи на той час вважалися слідчими справжніми. Серед них відмічають такі листи:
- «Любий босе (Dear Boss letter[en])» — лист датований 25 вересня 1888 р. Спочатку лист вважався підробкою, але коли згідно з обіцянкою у листі, одне вухо Кетрін Еддовз було частково відрізане, поліція розголосила відомості про лист і надрукувала його в газеті. Більшість інших листів наслідували стиль цього послання. Пізніше з'ясувалося, що це була підробка одного з місцевих журналістів.
- «Нахабний Джек» — листівка від 1 жовтня 1888 р. Була написана від руки, схожа за змістом до листа «Любий Босе». У ній ішлося про подвійне вбивство Страйд і Еддовз, лише менш як за добу після скоєння злочину, про який ще не було відомо громадськості. Пізніше було встановлено, що обидва листи написав один з журналістів, зацікавлених в цій справі.
- «Лист з Пекла», також відомий як лист Ласка — отриманий 16 жовтня 1888 Джорджем Ласком з Вайтчапельського Комітету Пильних. Лист знаходився в коробці з частиною жіночої нирки, яка нібито зберігалася в розчині етанолу. Насправді одна з нирок Еддовз також була вирізана, але не існувало жодних доказів, що це була нирка жінки, а не чийсь безглуздий жарт.

### Підозрювані
Протягом років декількох підозрюваних звинувачували в причетності до вбивств. Попри це, провина жодного з підозрюваних не була доведена. З великої кількості підозрюваних, основними і найбільш вірогідними вважалися четверо:
- Монтейґ Джон Друїтт (15 серпня 1857 — 1 грудня 1888). Народився в графстві Дорсет, Англія. Був сином провідного місцевого лікаря. Закінчив Оксфордський університет і працював адвокатом. 31 грудня 1888 р. його тіло було знайдене у річці Темза, однак слідство показало, що тіло знаходилося на дні річки обтяжене камінням в кишенях. Слідство встановило, що смерть була результатом самогубства і сталася незадовго після останнього вбивства (9 листопада 1888 р.). Деякі слідчі вважали його Джеком-Різником, оскільки з його загибеллю припинилися вбивства повій також. Сучасні дослідники не певні, що загибель Друїтта була самогубством і вказують на відсутність мотивів для скоєння самогубства.
- Джордж Чапмен (справжнє ім'я — Северин Антонович Клосовскі) Народився в Польщі, прибув до Англії в кінці 1880-их. Мав жорстокий, лютий характер. Мешкав у Лондоні і імовірно мав певні знання з медицини. Став підозрюваним, коли його опис збігся з прикметами вбивці, описаними свідками. Пізніше, в 1903 р. був визнаний винним в отруєнні трьох жінок, за що був повішений. Спеціалісти відкидають його кандидатуру на Джека-Різника, оскільки вбивці дуже рідко змінюють метод вбивств.
- Аарон Космінський (1865-1919). Польський єврей, народився в Польщі, хворів на психічні захворювання. У лютому 1891 р. був поміщений в психіатричну клініку. Вважався підозрюваним одним із слідчих, тому що був відомий ненавистю до жінок і схильністю до насильства. Зовнішній вигляд Космінського також збігався з описом можливого вбивці. Хоча спеціалісти і відзначають його схильність до вбивств, подальше слідство з'ясувало, що його психічний розлад не збігався з можливим мотивом убивств повій.
- Михайло Острог (1833-1904). Росіянин, професійний аферист. Став підозрюваним за ініціативи одного із слідчих, після вбивства останньої з п'яти жертв. Однак ніяких доказів чи нахилів до вбивств не було запропоновано. Пізніше було доведено, що під час вбивств Острог знаходився у в'язниці у Франції за дрібні злочини.

Також існує теорія, що злочини приписані Джекові-Різникові насправді були скоєні декількома вбивцями. Це, зокрема, пояснює чому вбивства 30 вересня відбулися незадовго одне від одного і чому поліція була нездатна переконливо визначити хоча б одного підозрюваного.
Британський екс-адвокат Джон Морріс випустив сенсаційну книгу, в якій стверджується, що Джек-Різник був жінкою, пише The Daily Mail. На думку 62-річного юриста, «Уайтчепльським монстром» була Ліззі Вільямс — дружина королівського лікаря Джона Вільямса, якого вважають головним підозрюваним у справі Джека-Різника. Морріс вважає, що Ліззі Вільямс вбила своїх жертв, бо не могла мати дітей, а вирізані матки — доказ цьому. Екс-адвокат також зазначає, що жодна з п'яти вбитих повій не зазнала сексуальномого насильства, а особисті речі однієї з них, Енні Чепмен, були складені біля її ніг «у жіночій манері».
Біля тіла іншої жертви — Кетрін Еддоуз — виявили маленькі кнопки з жіночих черевиків, а в попелі каміна убитої Мері Келлі знайшли залишки жіночого одягу: плаща, спідниці та капелюхи. Морріс також вказує на те, що у Мері Келлі був зв'язок з чоловіком Ліззі Вільямс, який тримав клініку абортів у Вайтчепелі. Ліззі Вільямс, уроджена Мері Елізабет Енн Ґ'юз, народилася 7 лютого 1850 року в родині валлійського промисловця Річарда Ґ'юза. Вона вийшла заміж за Джона Вільямса, коли йому було 32 роки, а їй — 22. Елізабет не могла мати дітей. Незабаром після низки загадкових і страшних вбивств у Лондоні у неї стався нервовий зрив. Вона померла від раку в 1912 році і ніколи не була підозрюваною у справі Джека-Різника.

### Результати експертизи ДНК
У 2019 році результати судово-медичного розслідування, опубліковані в Journal of Forensic Sciences, визначили вбивцею Аарона Космінського, 23-річного польського перукаря і головного підозрюваного 1800-х років. На нього вказував у своїй книзі 2014 року й британський дослідник Рассел Едвардс. Але вперше результати дослідження ДНК опубліковані в рецензованому журналі.

## Джек-Різник у культурі

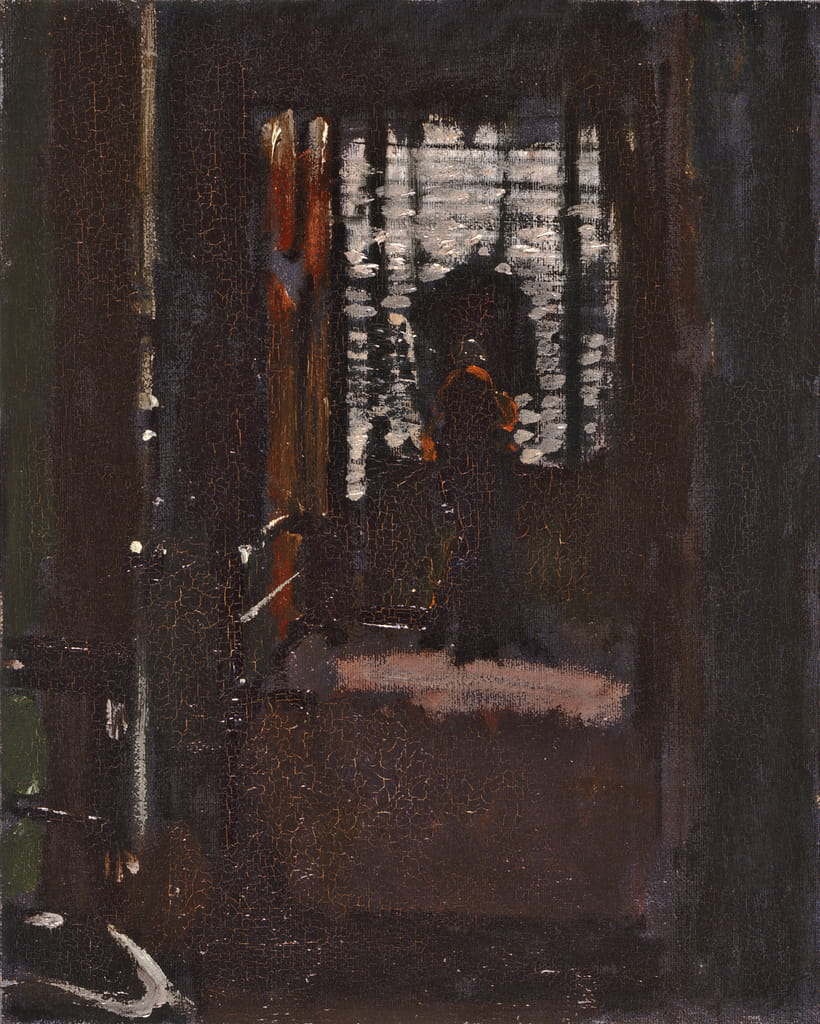
Спальня Джека-Різника,

Джек-Різник не був першим чи єдиним серійним вбивцею в історії, однак увага до його особи і злочинів залишила помітний слід в культурі не тільки Англії, але до деякої міри і в цілому світі. Постать серійного вбивці знайшла своє відображення передусім в англійській пресі того періоду. Надзвичайна увага до вбивств і активна участь провідних газет у розслідуванні злочинів призвела до значного збільшення обігу газет і їхнього тиражу. Разом з великими, вже відомими газетами з'явилася безліч дрібних видань і ґрунтовних, спеціалізованих публікацій на поліцейські та кримінальні теми.
У цей час також вперше з'явилися журналістські розслідування. Попри те, що справжнього Джека-Різника ніколи не було затримано, така увага до цієї особи перетворила його в своєрідну легенду і мала значний вплив на розслідування подальших злочинів серійних убивць. Висвітлення в пресі жахливих умов життя в районі Іст-Енд призвело також до деяких соціальних реформ та заходів, спрямованих на зменшення рівня злочинності та бідності серед мешканців.
Художник Волтер Сікерт присвятив вбивці роботу «Спальня Джека Різника», оскільки вважав, що жив у квартирі, де зупинявся злочинець за словами домовласниці. Той факт, що Сікерт зобразив вбивцю в своїй квартирі в районі Кемден-таун, де Джек-Різник вчинив вбивство, а також інтерес Сікерта до особи вбивці, зробив його одним з підозрюваних роками пізніше після смерті художника, хоча він і не є серйозним підозрюваним.
Уважається, що псевдонім — Джек-Різник був вигаданий декількома репортерами, які висвітлювали цю справу, з тим щоб надати їхнім репортажам драматичнішого характеру. З часом, незвичні імена для серійних вбивць стали нормою і відтворилися в таких екзотичних назвах вбивць як «Бостонський душитель», «Новоорлеанський рубака», «Бітцевський маніяк».
Дотепер про Джека-Різника написано більш як 200 публікацій з різних аспектів цього злочину і навколишнього середовища — що зробило цей злочин одним з найкраще висвітлених та досліджених в історії кримінології. Ім'я ймовірного злочинця — Джека-Різника було запозичене в багатьох романах, фільмах, виставах. Паб «Десять Дзвоників», де бували жертви цього злочину став місцем паломництва туристів. У 1960 р. володарі закладу навіть перейменували його у «Джек-Різник», але через протести деяких організацій були вимушені змінити назву на попередню.